# Locust Fork (Alabama)
Locust Fork é uma cidade  localizada no estado americano do Alabama, no Condado de Blount.

## Demografia
Segundo o censo americano de 2000, a sua população era de 1016 habitantes.
Em 2006, foi estimada uma população de 1156, um aumento de 140 (13.8%).

## Geografia
De acordo com o United States Census Bureau, a localidade tem uma área de 9,0 km², sem área coberta por água.

## Localidades na vizinhança
O diagrama seguinte representa as localidades num raio de 16 km ao redor de Locust Fork.